# Mopso (Trácia)
Mopso, na versão racionalizada da mitologia grega apresentada por Diodoro Sículo e baseada no texto de Dionísio Skytobrachion,[carece de fontes?] foi um guerreiro da Trácia que, expulso de sua terra natal com um grupo de trácios por Licurgo, rei da Trácia, uniu-se ao cita Sipylus, exilado da Cítia que fazia fronteira com a Trácia e invadiu os territórios que haviam sido recém conquistados pelas Amazonas. Na batalha que se seguiu, Mirina, rainha das amazonas, foi morta; os trácios continuaram a campanha vitoriosa, obrigando as amazonas a recuarem de volta para a Líbia.